# Telerig
Telerig (bolgarsko: Княз Телериг  [Telerig]), bolgarski kan od leta 768 do 777, * 706, Prvo bolgarsko cesarstvo, † 777, Konstantinopel, Bizantinsko cesarstvo.
Telerig je v bizantinskih dokumentih prvič omenjen leta 774, vendar prevladuje mnenje, da je bil neposreden naslednik kana Pagana, ki je bil umorjen leta 768. Maja 774 se je bizantinski cesar Konstantin V. odpravil na velik vojni pohod proti Bolgarom. Poleg kopenske vojske, kateri je poveljeval cesar osebno, je v napadu sodelovalo tudi ladjevje kakšnih dva tisoč ladij s konjeniki, ki je odplulo proti delti Donave. Konjeniki so se izkrcali v bližini Varne, cesar pa ni izkoristil svoje prednosti, ampak se je iz neznanega vzroka umaknil.
Kmalu zatem sta sprti strani sklenili premirje in si obljubili prenehanje sovražnosti. Telerig je že oktobra 774 prekršil dogovor in z dvanajst tisoč vojaki napadel Berzitio v Severni Makedoniji, da bi njeno prebivalstvo preselil v Bolgarijo. Konstantin V. je z veliko vojsko osemdeset tisoč mož presenetil Bolgare in izvojeval odmevno zmago. Sledil je napad na Bolgarijo, ki je spodletel, ker so cesarsko ladjeve na Črnem morju zajeli nasprotni vetrovi.  
Telerig je takrat poslal Konstantinu V. tajne odposlance s poročilom, da namerava  pobegniti iz Bolgarije in ga zaprositi za zatočišče. Ukana je uspela in cesar je odposlancem izdal imena vseh svojih agentov v Bolgariji. Agente so polovili in usmrtili. Konstantinu se ni uspelo maščevati, ker je leta 775 umrl.  Telerigu se kljub navideznemu uspehu leta 777 pobegnil h Konstantinovemu nasledniku Leonu IV.. Od bizantinska vlade je dobil azil in naslov patricija (patrikios). Spreobrnil se je v krščanstvo, se preimenoval v Teofilakta in se poročil s sestrično cesarice Irene. 
Džagfar tarihi, zbirka zgodovinskih dokumentv Volških Prabolgarov iz 17, stoletja, katere verodostojnost je sporna, omenja Diljareka (se pravi Teleriga) kot sina bivšega vladarja Telesa (se pravi Teleca).  

## Zanimivost
Po Telerigu se imenje Telerig Nunatak na otoku Greenwich Island v Južnih Šetlandskih otokih na Antarktiki.